# Josefina Rodríguez
Pour les articles homonymes, voir Rodríguez.
Josefina Rodríguez est une ingénieure du son et une monteuse son française.

## Filmographie (sélection)
- 2009 : Nulle part, terre promise d'Emmanuel Finkiel
- 2009 : 35 rhums de Claire Denis
- 2010 : White Material de Claire Denis
- 2010 : De vrais mensonges de Pierre Salvadori
- 2012 : Holy Motors de Leos Carax
- 2012 : La Terre outragée de Michale Boganim
- 2012 : Je suis d'Emmanuel Finkiel
- 2014 : Gente de bien de Franco Lolli
- 2016 : Je ne suis pas un salaud d'Emmanuel Finkiel
- 2023 : Double Foyer de Claire Vassé

## Distinctions

### Nominations
- César 2013 : César du meilleur son pour Holy Motors